# Pevnost - palác São Lourenço

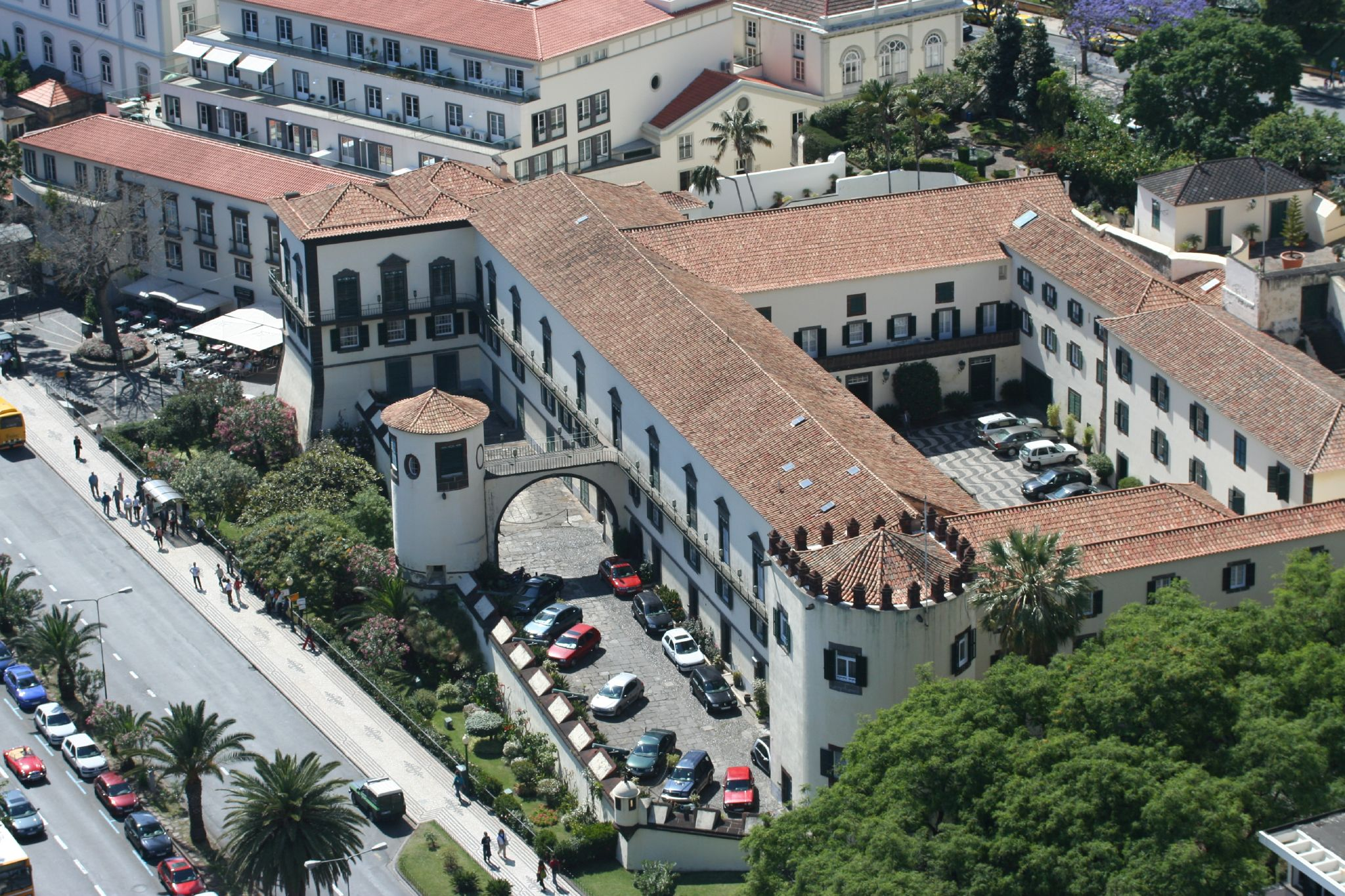
Letecký pohled na pevnost.

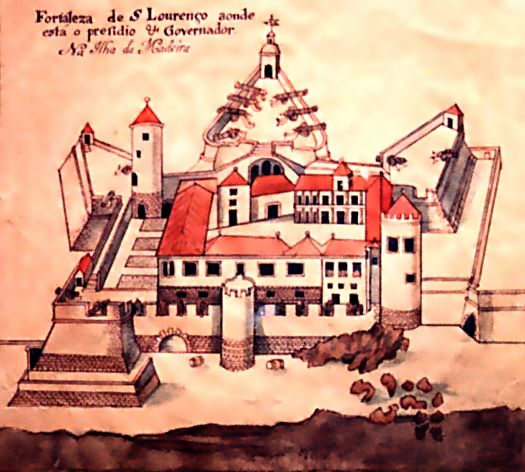
Pevnost v 17. století.

Pevnost - palác São Lourenço (sv. Vavřinec) (portugalsky Fortaleza-Palácio de São Lourenço) se nachází na nábřeží nedaleko přístavu ve Funchalu na portugalské Madeiře.
První pevnost na tomto místě byla vybudována na přání obyvatel poté, co došlo k vyrabování lodí kotvících v přístavu. Stavba probíhala v letech 1529–1540. Opevnění však neplnilo všechny vojenské požadavky na takovou stavbu a proto pevnost snadno dobyli francouzští piráti v roce 1566. Následně proto byla stavba zdokonalována, upravována a rozšiřována až do 19. století.
Od počátku pevnost sloužila jako rezidence kapitána (králem pověřeného správce ostrova). Postupně se změnila na rezidenční palác. Roku 1943 byla vyhlášena za Národní památku. Nyní je sídlem předsedy vlády autonomní oblasti a vojenského velitelství (námořnictvo má sídlo v další funchalské pevnosti). Z toho důvodu nejsou všechny prostory pevnosti São Lourenço volně přístupné veřejnosti, od roku 1993 je zde však trvalá výstava o stavbě a minulosti pevnosti. Národní palác uvnitř pevnosti je možné navštívit po předchozí domluvě s kanceláří předsedy vlády.